# Флоридска пума
Флоридска пума је северноамеричка пума (Puma concolor couguar) популација у Јужној Флориди. Живи у боровима, тропским висећим мрежама од тврдог дрвета и мешовитим слатководним мочварним шумама. Његов асортиман обухвата Национални резерват великог чемпреса, Национални парк Евергејдс, Национално уточиште дивљих животиња за флоридску пуму, Државна шума Пикејн Странд, као и руралне заједнице у окрузима Колијер, Хендри, Ли, Мајами-Дејд и Монро. То је једина потврђена популација пума на истоку Сједињених Америчких Држава, а тренутно заузима 5% свог историјског опсега. Од 2024. године, око 200 појединаца је остало у дивљини.

## Опис
Флоридске пуме су пјегаве по рођењу и обично имају плаве очи. Како пума расте, мрље блиједе и длака постаје потпуно препланула, док очи обично попримају жуту нијансу. Доњи стомак пуме је кремасто бијеле боје и има црне врхове на репу и ушима. Флоридским пумама недостаје способност да урлају и умјесто тога праве јасне звукове који укључују звиждуке, цвркут, режање, шиштање и предење. Флоридске пуме су просјечне величине за врсту и мање су од пума из хладнијих клима, али су веће од пума из неотропа. Одрасле женке Флоридске пуме теже 29—455 kg (64—1.003 lb), док већи мужјаци теже 455—72 kg (1.003—159 lb). Укупна дужина јединке је од 18 to 22 m (59 to 72 ft), а висина рамена је 60—70 cm (24—28 in). Мужјаци пуме су у просјеку за 9,4% дужи и 33,2% тежи од женки, јер мужјаци расту брже од женки и то дуже вијреме.